# 帕德达里
帕德达里（Paddhari），是印度古吉拉特邦Rajkot县的一个城镇。总人口9225（2001年）。

## 人口
该地2001年总人口9225人，其中男性4724人，女性4501人；0—6岁人口1196人，其中男644人，女552人；识字率64.86%，其中男性为70.28%，女性为59.16%。